# Ryan Thacher
Ryan Thacher (* 6. Oktober 1989 in Studio City, Los Angeles) ist ein ehemaliger US-amerikanischer Tennisspieler.

## Karriere
Thacher spielte nur wenige Matches auf der Junior Tour, auf der er einmal 2007 bei den US Open an einem Grand-Slam-Turnier teilnahm.
Er studierte von 2008 bis 2012 an der Stanford University das Fach Geschichte. In dieser Zeit spielte er auch College Tennis.
Das einzige Mal regelmäßig an Profiturnieren nahm er 2012 teil. Vor seinem Studium bekam er schon 2007 eine Wildcard für das Turnier der ATP World Tour in Los Angeles, wo er mit Zack Fleishman in der ersten Runde ausschied. Neben einem weiteren Einsatz auf der World Tour 2011 in San José spielte er noch ein paar Matches bei Challengers sowie in der Qualifikation für ATP-Matches. Im Jahr 2012 gewann er im Doppel vier Futures, Turniere der niedrigsten Turnierkategorie, wodurch er mit Rang 528 sein bestes Ergebnis in der Weltrangliste erreichen konnte. Im Einzel stand er nach seinem Karriereende Ende 2012 einmal in den Top 1000.